# Cryptoditha francisi
Cryptoditha francisi är en spindeldjursart som först beskrevs av Renato Neves Feio 1945.  Cryptoditha francisi ingår i släktet Cryptoditha och familjen Tridenchthoniidae. Inga underarter finns listade i Catalogue of Life.